# Maruéjols-lès-Gardon
Maruéjols-lès-Gardon ist eine französische Gemeinde mit 275 Einwohnern (Stand 1. Januar 2022) im Département Gard in der Region Okzitanien (vor 2016 Languedoc-Roussillon). Sie gehört zum Arrondissement Le Vigan (bis 2017 Arrondissement Alès) und zum Kanton Quissac. Die Einwohner werden Maruejolais genannt.

## Geografie
Maruéjols-lès-Gardon liegt etwa 13 Kilometer südsüdöstlich von Alès. Der Gardon begrenzt die Gemeinde im Nordosten. Die Nachbargemeinden von Maruéjols-lès-Gardon sind Cassagnoles im Norden, Ners im Nordosten, Boucoiran-et-Nozières im Osten und Südosten sowie Saint-Bénézet im Süden und Westen.

## Bevölkerungsentwicklung
| Jahr                       | 1962 | 1968 | 1975 | 1982 | 1990 | 1999 | 2006 | 2020 |
| -------------------------- | ---- | ---- | ---- | ---- | ---- | ---- | ---- | ---- |
| Einwohner                  | 168  | 152  | 143  | 149  | 161  | 144  | 152  | 266  |
| Quellen: Cassini und INSEE |      |      |      |      |      |      |      |      |